# Petrus Bertius
Petrus Bertius, nacido como Pieter de Bert (Alveringem, Diecisiete Provincias -actual Bélgica-, 14 de noviembre de 1565-París, Francia, 13 de octubre de 1629); fue un teólogo, filósofo, cartógrafo, geógrafo e historiador flamenco. Es conocido por haber editado Geographia de Ptolomeo basada en la edición creada por Mercator de 1578 y su atlas. 
La zona de Bertius Inlet en la Antártida lleva su nombre en su honor.

## Biografía
Nació en Alveringem. Su padre, Michielszoon Bardt, era predicador flamenco que se exilió en Inglaterra por motivos religiosos cuando Petrus tenía tres años de edad. En 1577 Petrus Bertius regresa a los Países Bajos para estudiar en la Universidad de Leiden. En 1606 es nombrado director del "Staten-College", colegio de teología pagado por el Estado, de Leiden del que había sido subdirector desde 1593. Cuando fue nombrado subdirector se casó con Maritgen Kuchlinus cuyos hermanos, ambos cartógrafos, influirían en su vida.
Amigo de Jacobus Arminius, surgió una controversia con Franciscus Gomarus, contrario al Arminianismo; debido a lo dicho en el funeral del primero y que luego fue publicado bajo el título Lijck-oratie over de doot van den Eerweerdighen ende wytberoemden Heere Jacobus Arminius (Oración por la muerte del honorable y conocido Lord Jacobus Arminius). Las doctrinas de Bertius no fueron bien recibidas ni por arminianos ni gomaristas por lo que fue acusado de herético por semipelagianismo.
En 1600 publicó su primer trabajo de cartografía lo que le llevó a formar parte de la corte de Luis XIII en 1618. En 1620 se convierte al Catolicismo. Ese mismo año le nombran profesor de la Universidad de París. Luis XIII lo nombra dos años después historiador real.
Murió en París en 1629.

## Pensamiento y obras
Bertius escribió un prefacio a la Consolación de la filosofía de Boecio que fue publicado en 1721 en la edición del texto de Giovanni Antonio Volpi.
En 1600 publicó un atlas en miniatura en latín al que llamó Tabulae contractae y que estaba basado en el Caert Thresoor de publicación de Barent Lagenes.

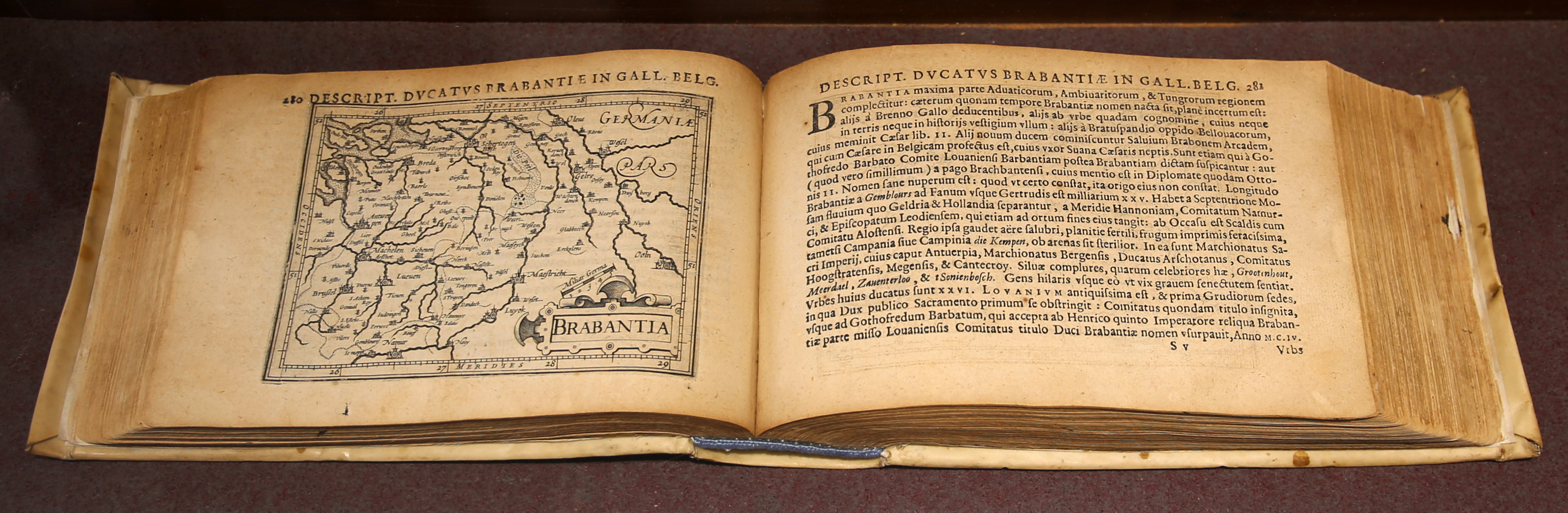
Tabularum geographicarum contractorum, Amsterdam 1616

En 1612 Bertius publicó una obra en latín que iba más allá de las tesis de Arminio titulada Hymenaeus desertor, sive de Sanctorum apostasia problemata duo. La obra, en la que arremetía contra los remonstrantes, no fue ni siquiera apoyada por sus amigos. Fue una obra muy leída a pesar de ser muy criticada. Johan van Oldenbarnevelt y otros políticos arminianos se sintieron atacados y tampoco fue del agrado de Guillermo Luis, conde de Nassau-Dillenburg. La reimpresión de la obra en 1613, esta vez en neerlandés, hizo que perdiera su puesto como profesor y se le prohibiera dar clases privadas.

### Obras
- 1600: "Tabularum Geographicum Contractarum"
- 1603: Tabvlarvm geographicarvm contractarvm: libri quinque. (Coeditado junto a Cornelius Nicolaus)
- 1609: Liick-oratie over de doot van den Eerweerdighen ende wytberoemden Heere Jacobus Arminius
- 1612: Hymenaeus desertor: sive de sanctorum apostasia problemata duo. (1: An fieri possit ut justus deserat justitam suam? 2: An quae deseritur fuerit vera justitia?)
- 1616: Commentariorum Rerum Germanicarum libri tres, incluido la obra Tabula Peutingeriana.
- 1619: Theatri Geographiae Veteris.
- 1625: Notitia Chorographica Episcopatuum Galliae